# Giuradei
I Giuradei sono un gruppo musicale italiano originario di Brescia. Il nome del gruppo coincide con il cognome dei due fratelli che lo hanno fondato, ossia Ettore e Marco Giuradei.

## Storia
Ettore Giuradei (classe 1981), autore di testi e musica, e suo fratello Marco (1986), polistrumentista e arrangiatore, danno vita al progetto Giuradei a metà degli anni 2000.
Nel 2005 Ettore, insieme a Davide Danesi, fonda la Mizar Records, etichetta discografica bresciana.
Nel 2006 i Giuradei hanno pubblicato l'album d'esordio Panciastorie, registrato a Valeggio sul Mincio da Luca Tacconi ed edito da Mizar Records / Audioglobe. Il lavoro si è aggiudicato il Premio "Nuova Canzone d'Autore" al Meeting delle Etichette Indipendenti di Faenza ed è arrivato in finale al Premio "Fuori dal Mucchio 2006" e al Premio "De Andrè" dello stesso anno.
Nel marzo 2008 è stato pubblicato da Mizar Records/Novunque il secondo album, chiamato Era che così e presentato in tutta Italia attraverso un tour di 170 date, che ha compreso le esibizioni al Premio Tenco 2008 e al Premio Ciampi 2009.
Nel 2010 Ettore partecipa al concorso Musica da Bere vincendo la prima edizione.
Il 23 novembre 2010 esce La Repubblica del Sole, terzo album realizzato anche grazie alla collaborazione dei nuovi musicisti in ingresso nel gruppo. Il disco, registrato a Milano e mixato a Provaglio d'Iseo, è stato anche in questo caso accompagnato da un lungo tour di promozione.
L'11 febbraio 2013 è stato pubblicato da Picicca Dischi il quarto album, l'omonimo Giuradei, registrato e mixato da Domenico Vigliotti a Provaglio d'Iseo. Il disco è stato anticipato dal videoclip del singolo Sta per arrivare il tempo (regia di Nicola Ballarini) pubblicato il 29 gennaio 2013. Il 29 aprile è stato diffuso il video di  Dimenticarmi di te.

## Progetto parallelo
Nel 2018 i fratelli Giuradei, insieme a Luca Ferrari (Verdena) e Carmelo Pipitone (Marta sui Tubi, O.R.k.) registrano, sotto il nome di Dunk, l'omonimo album per Woodworm.

## Formazione

### Formazione attuale
- Ettore Giuradei - voce, chitarra acustica
- Marco Giuradei - pianoforte, synth, fisarmonica, hammond, percussioni, vibes
- Alessandro Pedretti - batteria
- Nicola Panteghini - chitarra
- Domenico Vigliotti - fonico

### Ex componenti
- Gabriele Zamboni - chitarra elettrica
- Luigi Picotti - basso elettrico
- Marco Andrello - batteria
- Danilo Di Prizio - chitarra acustica, chitarra elettrica
- Domenico D'Amato - contrabbasso
- Giuseppe Mondini - batteria
- Vincenzo Albini - violino
- Giulio Corini - basso
- Daniela Savoldi - violoncello
- Accursio Montalbano - chitarra elettrica
- Maurizio De Virgilis - trombone e basso tuba

## Discografia

### Album in studio
- 2005 – Panciastorie
- 2008 – Era che così
- 2010 – La Repubblica del Sole
- 2013 – Giuradei
- 2019 – Lucertola

### Singoli
- 2019 – 7 astri
- 2019 – Lucertola

### Con i Dunk

#### Album in studio
- 2018 – Dunk

#### Singoli
- 2017 – È altro
- 2017 – Noi non siamo
- 2018 – L'originale
- 2018 – Capitale

## Videografia
- La zingara
- La Repubblica del Sole
- Strega
- Sbatton le finestre
- Sta per arrivare il tempo
- Dimenticarmi di te